# Halowe Mistrzostwa Europy w Lekkoatletyce 1976 – bieg na 60 m przez płotki kobiet
Bieg na 60 metrów przez płotki kobiet – jedna z konkurencji biegowych rozgrywanych podczas halowych lekkoatletycznych mistrzostw Europy w  Olympiahalle w Monachium. Eliminacje i bieg finałowy zostały rozegrane 21 lutego 1976. Zwyciężyła reprezentantka Polski Grażyna Rabsztyn, która tym samym obroniła tytuł zdobyty na poprzednich mistrzostwach.

## Rezultaty

### Eliminacje
Rozegrano 2 biegi eliminacyjne, do których przystąpiło 10 biegaczek. Awans do finału dawało zajęcie jednego z pierwszych trzech miejsc w swoim biegu (Q).
Opracowano na podstawie materiału źródłowego.
Bieg 1
| Miejsce | Zawodniczka         | Czas | Uwagi |
| ------- | ------------------- | ---- | ----- |
| 1       | Lubow Kononowa      | 8,14 | Q     |
| 2       | Grażyna Rabsztyn    | 8,15 | Q     |
| 3       | Ursula Schalück     | 8,25 | Q     |
| 4       | Chantal Réga        | 8,40 |       |
| 5       | Lidija Guszewa      | 8,53 |       |
| 5       | Monika Schönauerová | 8,68 |       |

Bieg 2
| Miejsce | Zawodniczka        | Czas | Uwagi |
| ------- | ------------------ | ---- | ----- |
| 1       | Bożena Nowakowska  | 8,09 | Q     |
| 2       | Natalja Lebiediewa | 8,16 | Q     |
| 3       | Teresa Nowak       | 8,46 | Q     |
| 4       | Meta Antenen       | 8,59 |       |

### Finał
Opracowano na podstawie materiału źródłowego.
| Miejsce | Zawodniczka        | Czas | Uwagi |
| ------- | ------------------ | ---- | ----- |
| 1       | Grażyna Rabsztyn   | 7,96 | NR    |
| 2       | Natalja Lebiediewa | 8,08 |       |
| 3       | Bożena Nowakowska  | 8,14 |       |
| 4       | Ursula Schalück    | 8,23 |       |
| 5       | Teresa Nowak       | 8,44 |       |
| 6       | Lubow Kononowa     | 8,49 |       |